# Nafessa Williams

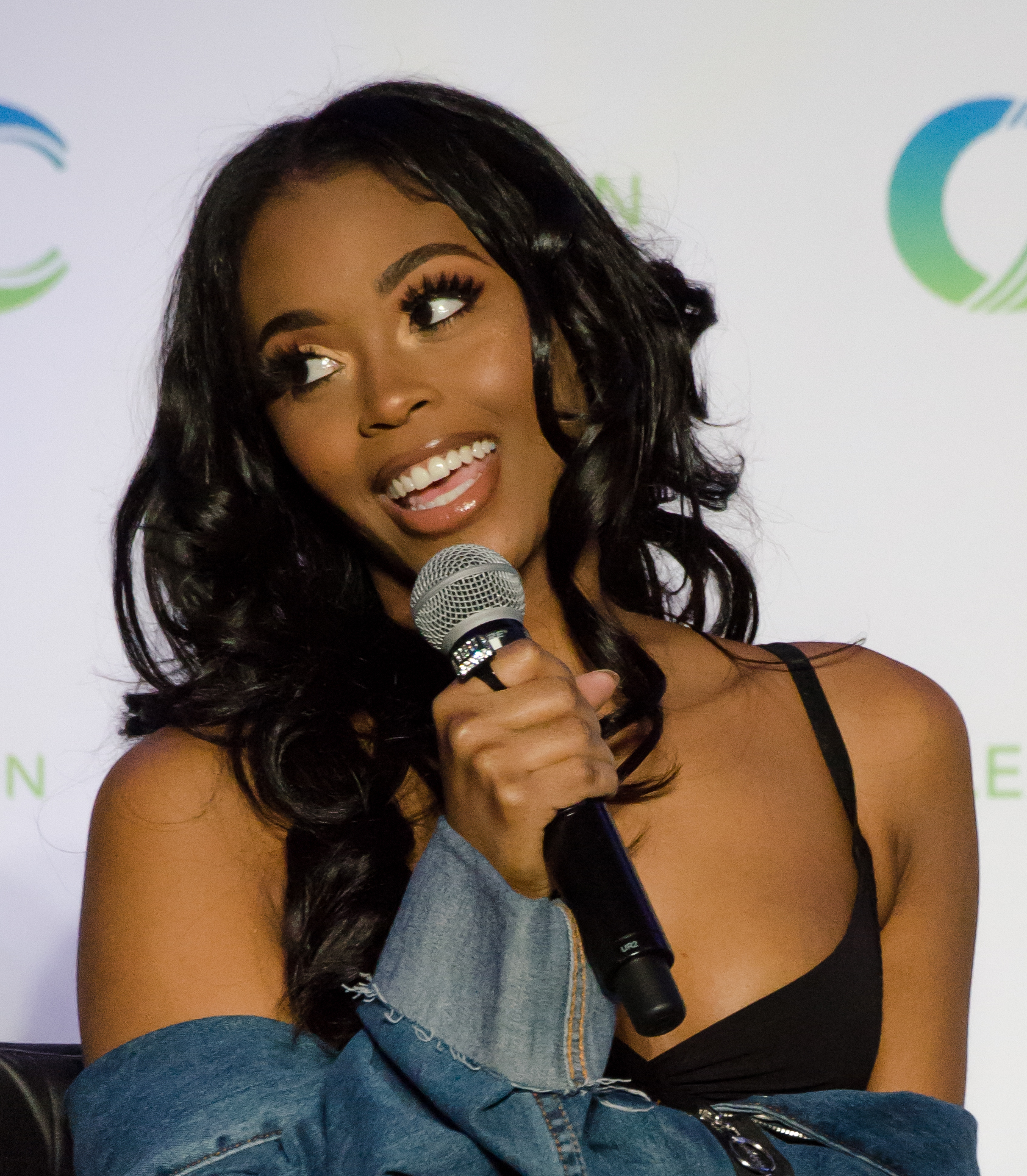
Nafessa Williams (2018)

Nafessa Williams (* 4. Dezember 1989 in Philadelphia, Pennsylvania) ist eine US-amerikanische Schauspielerin. Bekanntheit erlangte sie vor allem durch die Rolle der Anissa Pierce aus der Serie Black Lightning.

## Frühe Jahre
Nafessa Williams wurde in Philadelphia geboren. Sie hat eine jüngere Schwester. In Philadelphia besuchte sie die Robert E. Lamberton High School. Nach dem Abschluss nahm sie ein Strafrecht-Studium an der West Chester University auf. An ihrem ersten Berufswunsch verlor sie sehr schnell das Interesse und wurde gefeuert, nachdem sie unerlaubterweise an einem Casting in Philadelphia teilnahm. Als Inspiration, Schauspielerin zu werden, nennt Williams Will Smith, der wie sie aus Philadelphia stammt. Seinem Beispiel folgend, zog sie ebenfalls nach Los Angeles und nahm vier Jahre lang Schauspielunterricht bei Smiths Schauspiellehrer, Aaron Speiser.

## Karriere
2011 wurde Williams in der Seifenoper Liebe, Lüge, Leidenschaft in der Rolle der Deanna Forbes besetzt. Die Rolle sollte zunächst nur einen geringen Umfang annehmen, wurde im Laufe des Jahres allerdings ausgebaut, wodurch Williams bis kurz vor der Einstellung der langjährigen Serie noch im selben Jahr zur Stammbesetzung gehörte. Ebenfalls 2011 war sie im Film Streets zu sehen. Nach einigen kleinen Film- und Fernsehrollen trat sie 2015 im Filmdrama Brotherly Love als Simone auf. 2017 trat sie als Toya im Film Burning Sands auf, der auf dem Sundance Film Festival uraufgeführt wurde.
2016 war Williams als Dr. Charlotte Piel in einer kleinen Rolle in der Serie Code Black zu sehen. 2017 war sie in den Serien Twin Peaks und Tales zu sehen. 2018 wurde sie als Anissa Pierce in einer der Hauptrollen der Serie Black Lightning besetzt, in der sie an der Seite von Cress Williams, China Anne McClain und Christine Adams zu sehen ist. In der Serie stellt sie eine der ersten schwarzen homosexuellen Superheldinnen dar. 2019 war Williams im Action-Thriller Black and Blue als Missy zu sehen.
2019 gehörte Williams, neben Comicbuchautoren, -verlegern sowie weiteren Schauspielerinnen des Senders CW, zu einer Gruppe von Personen, die im Rahmen des 80. Geburtstags der Comicfigur Batman US-Militärbasen und deren stationierte Personen in Kuwait  besuchten, organisiert von den United Service Organizations.

## Filmografie (Auswahl)
- 2011: Liebe, Lüge, Leidenschaft (One Life to Live, Fernsehserie, 35 Episoden)
- 2011: Streets
- 2012: Reich und schön (The Bold and the Beautiful, Fernsehserie, 2 Episoden)
- 2013: Dumb Girls (Fernsehfilm)
- 2014: The Dirty 30
- 2014: Survivor's Remorse (Fernsehserie, Episode 1x06)
- 2015: Whitney (Fernsehfilm)
- 2015: Brotherly Love
- 2015: Real Husbands of Hollywood (Fernsehserie, Episode 4x03)
- 2015: The Man in 3B
- 2016: Restored Me
- 2016: Code Black (Fernsehserie, 4 Episoden)
- 2017: Burning Sands
- 2017: Twin Peaks (Fernsehserie, 3 Episoden)
- 2017: Tales (Fernsehserie, Episode 1x01)
- 2017: True to the Game
- 2018–2021: Black Lightning (Fernsehserie)
- 2019: Black and Blue
- 2021: A Holiday Chance
- 2022: Whitney Houston: I Wanna Dance with Somebody